# Myiopharus pullula
Myiopharus pullula là một loài ruồi trong họ Tachinidae.